# رياض الدين (فيزيائي)
رياض الدين (بالأردية: رياض الدين من 10 نوفمبر عام 1930 إلى 9 سبتمبر عام 2013) عالم باكستاني شهير وبارز بمجال الفيزياء النظرية، وتحديداً في مجال فيزياء الجسيمات والفيزياء النووية، كان رياض الدين واحداً من كبار علماء باكستان وكما هو معروف على نطاق واسع في باكستان وغيرها من البلدان، بدء البحث العلمي في الفيزياء في عام 1958، وكان رياض الدين واحداً من أقدم العلماء ويعتبر أيضاً من الرواد الأوائل الذين طوروا الأسلحة النووية الباكستانية ونمَّوا الردع النووي فيها، وكان مدير مجموعة الفيزياء النظرية (TPG) التابعة للجنة الطاقة الذرية الباكستانية (PAEC) من عام 1974 حتى عام 1984. ظل رياض الدين التلميذ الوحيد لمحمد عبد السلام الحائز على جائزة نوبل في الفيزياء [بحاجة لمصدر].
أجرى رياض الدين أبحاثه الرائدة في المركز الدولي للفيزياء النظرية (ICTP) وفي لجنة الطاقة الذرية الباكستانية (PAEC)، وفي المنظمة الأوروبية للأبحاث النووية (CERN) وفي مختبر درسبوري أيضاً حيث نشر وثائق مهمة عن الرياضيات والفيزياء، ولعب رياض الدين أيضاً دورا مهماً في التعليم في باكستان، وساهم في صعود العِلم في باكستان. وقد ألف العديد من الكتب العلمية في مجال فيزياء الجسيمات وميكانيكا الكم، وفي وقت لاحق انضم إلى الجامعة الوطنية للعلوم والتكنولوجيا (NUST) كأستاذ زائر في مجال الفيزياء النظرية. في الفترة من بين 2004 حتى وفاته عام 2013، خدم في مجلس محافظي معهد باكستان للهندسة والعلوم التطبيقية (PIEAS).